# 루이 드 브로이
루이 빅토르 피에르 레몽 드 브로이 7세 공작(프랑스어: Louis Victor Pierre Raymond, 7th duc de Broglie,  [lwiː vikˈtɔʀ pjɛːʀ ʀɛˈmɔ̃ də ˈbʀœj]; 영어 발음: /də-bróugli/; 1892년 8월 15일 - 1987년 3월 19일)은 양자 이론에 획기적인 공헌을 한 프랑스 물리학자이자 귀족이었다. 1924년 박사 학위 논문에서 그는 전자의 파동성을 가정하고 모든 물질에는 파동의 특성을 갖는다고 제안했다. 이 개념은 파동-입자 이중성의 예인 드 브로이 가설로 알려져 있으며 양자역학 이론의 중심 부분을 형성한다.
드 브로이는 1927년 물질의 파동과 같은 거동이 실험적으로 처음으로 입증된 후 1929년 노벨 물리학상을 수상했다.
1925년 파일럿 파동(pilot-wave) 모형과 드 브로이에 의해 발견된 입자의 파동과 같은 거동은 에르빈 슈뢰딩거가 파동 역학의 공식화에서 사용했다. 파일럿 파동 모형과 해석은 양자 형식주의에 찬성하여 1952년 데이비드 봄에 의해 재발견되고 향상될 때까지 포기되었다.
루이 드 브로이는 1944년 아카데미 프랑세즈의 의석 1번 자리를 차지하기 위해 선출된 16번째 회원이며 프랑스 과학 아카데미의 상임 비서를 역임했다. 드 브로이는 유럽 원자력 연구 기구(CERN)의 설립으로 이어진 제안인 다국적 연구소의 설립을 요구한 최초의 고위 과학자가 되었다.

## 전기

### 출신과 교육

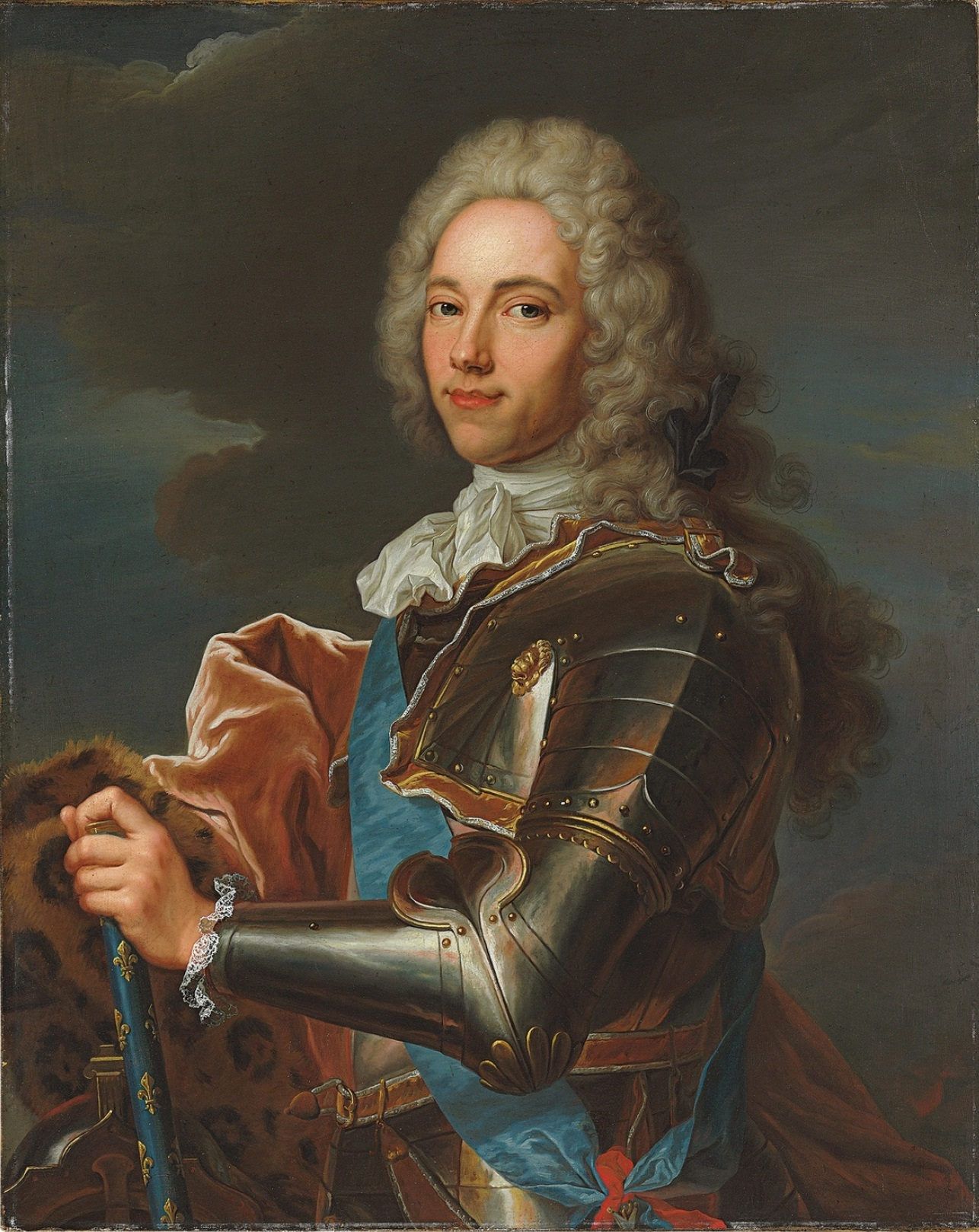
루이 드 브로이의 조상이며 루이 14세 아래 프랑스 육군원수 프랑스와 마리 드 브로이 공작 1세 (1671–1745)

루이 드 브로이는 브로이Broglie의 유명한 귀족 가문에 속했으며, 그의 대표자들은 몇 세기 동안 프랑스에서 중요한 군사 및 정치 직위를 차지했다. 미래 물리학자 아버지 루이 알퐁스 빅토르, 5대 드 브로이 공작Louis-Alphonse-Victor, 5th duc de Broglie은 나폴레옹 장군 필립 폴, 세귀르 백작Philippe Paul, comte de Ségur의 손녀, 파울린 다르마유Pauline d'Armaille아자 그의 아내인 전기 작가 마리 셀스틴 아멜리 다르마예Marie Célestine Amélie d'Armaillé와 결혼했다. 그들에게는 다섯 명의 자녀가 있었으니; 루이 외에 이들은: 이후에 루페Luppé 후작 알베르티나Albertina (1872-1946); 이후에 유명한 실험 물리학자 모리스Maurice (1875-1960); 루이가 태어나기 2년 전에 사망한 필립Philip (1881-1890)과 이후에 유명한 작가인 폴린, 콩테세 드 팡지Pauline, Comtesse de Pange (1888-1972)이 태어났다. 루이는 센마리팀주의 디에프에서 태어났다. 가족 중 막내로서 루이는 상대적으로 외로움 속에서 자랐고 책을 많이 읽었으며 역사, 특히 정치적인 것을 좋아했다. 어린 시절부터 그는 기억력이 좋았고 연극 작품의 발췌문을 정확하게 읽거나 프랑스 제3공화국 장관의 전체 목록을 열거할 수 있었다. 그에게는 정치가로서 위대한 미래가 예견되었다.
드 브로이는 인문학 분야에서 경력을 쌓고자 했으며 역사로 첫 학위를 받았다. 그 후 그는 수학과 물리학에 관심을 돌렸고 물리학 학위를 받았다. 1914년 제1차 세계 대전이 발발하자 그는 군대에서 무선 통신 개발에 기여했다.

### 군대 복무
졸업 후, 단순한 공병인 루이 드 브로이는 의무 복무를 위해 공병대에 합류했다. 이 일은 몽 발레리앙 요새(Fort Mont-Valérien)에서 시작되었지만 곧 동생의 권유로 무선 통신 서비스에 파견되어 라디오 송신기가 있는 에펠탑에서 일했다. 루이 드 브로이는 제1차 세계 대전 내내 군복무를 유지했으며 순전히 기술적인 문제를 다루었다. 특히 레옹 브릴루앵, 형제 모리스와 함께 잠수함과의 무선통신 구축에 참여했다. 루이 왕자는 1919년 8월 부관(Adjutant)으로 전역했다. 나중에 그 과학자는 자신이 관심을 갖고 있는 과학의 근본적인 문제로부터 떨어져 약 6년을 보내야 했던 것을 후회했다.

### 과학 및 교육 경력
그의 1924년 논문 Recherches sur la théorie des quanta(양자 이론에 관한 연구)는 전자파 이론을 소개했다. 여기에는 빛에 대한 막스 플랑크와 알베르트 아인슈타인의 연구에 기초한 물질의 파동-입자 이중성 이론이 포함되었다. 이 연구는 '움직이는 입자나 물체에 관련 파동을 갖는다'는 드 브로이 가설로 정점에 달했다. 따라서 드 브로이는 에너지(파동)와 물질(입자)의 물리학을 통합하여 물리학의 새로운 분야인 메카니크 온두라또아르(mécanique ondulatoire) 또는 파동 역학을 만들었다. 이 공로로 그는 1929년 노벨 물리학상을 수상했다.
그의 후기 경력에서 드 브로이는 양자 역학 이론을 지배하는 완전히 확률론적 모형에 반대하여 파동 역학의 인과적 설명을 개발하기 위해 노력했다. 1950년대 데이비드 봄에 의해 다듬어졌다. 이 이론은 이후 드 브로이-봄 이론으로 알려졌다.
엄격한 과학적 연구 외에도 드 브로이는 현대 과학적 발견의 가치를 포함하여 과학철학에 대해 생각하고 저술했다. 1930년 그는 에디션스 헤르만(Éditions Hermann)에서 출판한 책 시리즈 《과학 및 산업 뉴스(Actualités scientifiques et industrielles)》를 창간했다.
드 브로이는 1933년 과학 아카데미 (프랑스)의 회원이 되었고 1942년부터 아카데미의 상임 비서가 되었다. 그는 가톨릭 프랑스 과학자 연합 평의(Le Conseil de l'Union Catholique des Scientifiques Francais)에 가입하라는 요청을 받았지만 그가 비종교적이라는 이유로 거절했다. 1944년 10월 12일 그는 수학자 에밀 피카르를 대신하여 아카데미 프랑세즈에 선출되었다. 점령 기간 동안 아카데미 회원들의 사망과 투옥 및 전쟁의 다른 영향으로 인해 아카데미는 자신의 선출을 위한 20명의 회원 정원을 충족시킬 수 없었다. 그러나 예외적인 상황으로 인해 참석한 17명의 구성원에 의한 만장일치로 그의 선출이 받아들여졌다. 아카데미 역사상 독특한 행사에서 그는 1934년에 선출된 형 모리스에 의해 회원으로 받아들여졌다. 유네스코는 과학 지식을 대중화한 공로를 인정받아 1952년에 그에게 첫 칼링가 상을 수여했다. 1953년 4월 23일 왕립학회의 외국인 회원으로 선출되었다.
루이는 1960년 그의 형이자 역시 물리학자인 모리스 6대 드 브로이 공작이 후계자가 없이 사망하자 7대 드 브로이 공작이 되었다.
1961년에 그는 레지옹 도뇌르 훈장에서 대십자(Grand Cross)의 기사의 칭호를 받았다. 드 브로이는 산업과 과학을 더욱 가깝게 하려는 그의 노력으로 1945년 프랑스 원자력 고등 판무관의 고문으로 임명되었다. 그는 광학, 사이버네틱스 및 원자력에 대한 연구가 수행되는 앙리 푸앵카레 연구소(Institut Henri Poincaré)에 응용 역학 센터를 설립했다. 그는 국제 양자 분자 과학 아카데미(International Academy of Quantum Molecular Science)의 설립에 영감을 주었고 초기 회원이었다. 그의 장례식은 1987년 3월 23일 생피에르 드 닐리(Saint-Pierre-de-Neuilly) 교회에서 거행되었다.
루이는 결혼하지 않았다. 그가 루브시엔(Louveciennes)에서 사망했을 때 그는 먼 사촌인 빅토르 프랑수아 드 브로이 8대 공작Victor-François, 8th duc de Broglie에게 공작의 자리를 계승했다.

## 과학 활동

### 엑스선과 광전 효과의 물리학
루이 드 브로이의 첫 번째 작품(1920년대 초)은 그의 형인 모리스의 연구실에서 수행되었으며 광전 효과의 특징과 엑스선의 특성을 다루었다. 이러한 간행물은 엑스선의 흡수를 조사하고 이 현상을 보어 이론을 사용하여 설명하고 광전자 스펙트럼의 해석에 양자 원리를 적용했으며 엑스선 스펙트럼의 체계적인 분류를 제공했다. 엑스선 스펙트럼 연구는 원자의 내부 전자 껍질 구조를 밝히는 데 중요했다(광학 스펙트럼은 외부 껍질에 의해 결정됨). 따라서 알렉상드르 도빌리에Alexandre Dauvillier와 함께 수행된 실험 결과는 원자의 전자 분포에 대한 기존 계획의 단점을 보여주었다. 이러한 어려움은 에드먼드 스토너Edmund Stoner에 의해 제거되었다. 또 다른 결과는 엑스선 스펙트럼에서 선의 위치를 결정하기 위한 좀머펠트 공식의 불충분함을 해명한 것이다. 이 불일치는 전자 스핀의 발견 후에 제거되었다. 1925년과 1926년에 레닌그라드의 물리학자 오레스트 흐볼손은 엑스선 분야에서의 업적으로 드 브로이 형제를 노벨상 후보로 지명했다.

### 물질과 파동-입자 이중성
엑스선 복사의 성질을 연구하고 그의 형 모리스와 그 속성에 대해 논의한 것은 이러한 광선을 일종의 파동과 입자의 조합으로 간주한 루이 드 브로이가 입자와 파동 표현을 연결하는 이론을 구축할 필요성에 대한 인식에 기여했다. . 또한 그는 원자의 유체역학적 모형을 제안하고 이를 보어 이론의 결과와 연관시키려는 마르셀 브릴루앵Marcel Brillouin의 작업(1919-1922)에 익숙했다. 루이 드 브로이 작업의 출발점은 아인슈타인의 빛의 양자에 대한 아이디어였다. 1922년에 출판된 이 주제에 대한 첫 번째 기사에서 프랑스 과학자는 흑체 복사를 빛 양자의 기체로 간주하고 고전 통계 역학을 사용하여 그러한 표현의 틀에서 빈 복사 법칙을 도출했다. 그의 다음 출판물에서 그는 빛 양자의 개념을 간섭 및 회절 현상과 조화시키려고 시도했으며 특정 주기성을 양자와 연관시키는 것이 필요하다는 결론에 도달했다. 이 경우 빛의 양자는 매우 작은 질량의 상대론적 입자로 해석되었다.
파동에 대한 고려 사항을 모든 거대한 입자로 확장하는 것이 남아 있었고 1923년 여름에 결정적인 돌파구가 생겼다. 드 브로이는 "파동과 양자"(프랑스어: 'Ondes et quanta', 1923년 9월 10일 파리 과학 아카데미 회의에서 발표됨)라는 짧은 노트에서 자신의 아이디어를 설명했으며, 이는 파동 역학 창조의 시작을 알렸다. 이 논문과 그의 후속 박사 논문에서, 과학자는 에너지 E 와 속도 v를 가진 움직이는 입자는 주파수 {\displaystyle E/h} (나중에 콤프턴 파장로 알려짐)를 가진, 여기서 시간 {\displaystyle h}는 플랑크 상수인, 내부 주기적 과정 에 의해 특징지어진다고 제안했다. 양자 원리에 기반한 이러한 고려 사항을 특수 상대성이론과 조화시키기 위해 드 브로이는 위상 속도(phase velocity) {\displaystyle c^{2}/v}와 함께 전파되는 움직이는 물체와 "가상의 파동"을 연관시켜야 했다.
몸체가 움직이는 과정에서 나중에 위상파(phase wave) 또는 드 브로이 파라는 이름을 받은 이러한 파동은 내부 주기적인 과정과 동일한 위상을 유지한다. 그런 다음 닫힌 궤도에서 전자의 운동을 조사한 후 과학자는 위상 일치에 대한 요구 사항이 양자 보어-좀머펠트 조건, 즉 각운동량을 양자화하기 위해 직접적으로 이어진다는 것을 보여주었다. 다음 두 가지 메모(각각 9월 24일과 10월 8일 회의에서 보고됨)에서 드 브로이는 입자 속도가 위상파의 그룹 속도(group velocity)와 같고 입자가 동등한 위상의 표면에 대한 법선을 따라 움직인다는 결론에 도달했다. 일반적으로 입자의 궤적은 페르마의 원리 (파동의 경우) 또는 최소 작용의 원리 (입자의 경우)를 사용하여 결정할 수 있으며, 이는 기하학적 광학과 고전 역학 사이의 연결을 나타낸다.
이 이론은 파동 역학의 기초를 설정했다. 그것은 아인슈타인에 의해 뒷받침되었고 G P 톰슨Thomson<과 데이비슨Davisson과 거머Germer의 전자 회절 실험에 의해 확인되었으며 슈뢰딩거의 작업에 의해 일반화되었다.
그러나 이 일반화는 통계적이었고 또한 "입자는 내부 주기 운동의 자리여야 하며 또한 입자와 위상을 유지하려면 파동으로 움직여야 한다는 사실을, 내 원래 생각과 상당히 반대로, 입자의 국지화 없이 파동의 전파를 고려하는 잘못된 살제의 물리학자들은 무시했다."라고 말하는 드 브로이에 의해 승인되지 않았다.
철학적 관점에서, 이 물질-파동 이론은 과거의 원자론을 무너뜨리는 데 크게 기여했다. 원래 드 브로이는 실제 파동(즉, 직접적인 물리적 해석을 가짐)이 입자와 관련이 있다고 생각했다. 사실, 물질의 파동적 측면은 실제 물리적 요소의 지원 없이 확률론적 해석을 갖는 순수한 수학적 실체인 슈뢰딩거 방정식에 의해 정의된 파동 함수에 의해 공식화되었다. 이 파동 함수는 실제 물리적 파동을 나타내지 않고 물질에 파동 거동을 나타낸다. 그러나, 그의 삶이 끝날 때까지 드 브로이는 데이비드 봄의 작업에 따라 물질파에 대한 직접적이고 실제적인 물리적 해석으로 회귀했다. 드 브로이-봄 이론은 오늘날 물질파에 실제 상태를 부여하고 양자 이론의 예측을 나타내는 유일한 해석이다.

### 전자의 내부 클럭의 추측
1924년 그의 논문에서 드 브로이는 전자가 입자를 안내하는 파일럿 파동(pilot wave) 메커니즘의 일부를 구성하는 내부 클럭을 가지고 있다고 추측했다. 그 후 데이비드 헤스테네스David Hestenes는 에르빈 슈뢰딩거가 제안한 치터베베궁에 대한 링크를 제안했다.
내부 클럭 가설을 확인하고 클럭 주파수를 측정하려는 시도가 아직까지는 결정적이지는 않지만 최근의 실험 데이터는 적어도 드 브로이의 추측과 호환된다.

### 질량의 비무성(non-nullity) 및 가변성
드 브로이에 따르면 중성미자와 광자는 매우 낮지만 영이 아닌 정지 질량을 가지고 있다. 광자가 질량이 아주 크지 않다는 것은 그의 이론의 일관성에 의해 부과된다. 덧붙여서, 질량이 없는 광자 가설에 대한 이러한 거부는 그로 하여금 우주 팽창 가설을 의심하게 만들었다.
또한 그는 입자의 실제 질량은 일정하지 않고 가변적이며 각 입자는 작용의 순환 적분에 해당하는 열역학적 기계로 나타낼 수 있다고 믿었다.

### 최소 작용 원리의 일반화
1924년 논문의 두 번째 부분에서 드 브로이는 최소 작용의 기계적 원리를 페르마의 광학 원리와 동등하게 사용했다. "위상파에 적용된 페르마의 원리는 움직이는 물체에 적용된 모페르투이의 원리(Maupertuis's principle)와 동일하다. 움직이는 물체는 파동의 가능한 광선과 동일합니다." 이 동등성은 1세기 전에 해밀턴에 의해 지적되었고 원자 현상의 기술에 관련된 물리학의 기본 원리에 대한 어떠한 경험도 증명하지 못한 시대인 1830년경에 그가 출판했다.
그의 마지막 작업까지 그는 20세기 초 막스 플랑크가 (그의 엔트로피의 차원과 함께) 유일하게 보편적인 통일성을 보여주었던 작용의 차원을 가장 추구한 물리학자로 보였다.

### 자연 법칙의 이중성
막스 보른이 통계적 접근을 통해 달성할 수 있다고 생각한 "모순을 사라지게 하는 것"을 주장하는 것과는 별개로, 드 브로이는 파동-입자 이중성을 모든 입자(및 회절의 효과를 나타내는 결정)로 확장하고 이중성의 원리를 자연의 법칙으로 확장했다.
그의 마지막 작업은 열역학 및 역학의 두 가지 큰 시스템에서 단일 법칙 시스템을 만들었으니:

볼츠만과 그의 연속자들이 열역학에 대한 통계적 해석을 개발했을 때 열역학을 역학의 복잡한 분야로 간주할 수 있었다. 그러나 내 실제 아이디어로 볼 때 열역학의 단순화된 분기인 것처럼 보이는 것은 역학입니다. 지난 몇 년 동안 제가 양자 이론에 도입한 모든 아이디어 중에서 가장 중요하고 가장 심오한 것은 바로 그 아이디어라고 생각한다.

그 아이디어는 연속-불연속 이중성과 일치하는 것 같다. 연속 한계로의 전환이 가정될 때 그것의 역학이 열역학의 한계가 될 수 있기 때문이다. 역학 법칙 체계를 완성하기 위해서는 "건축학적 원리(architectonic principles)"가 필요하다고 주장한 라이프니츠의 주장과도 가깝다.
그러나, 그에 따르면, 대립의 의미에서 종합보다 덜 이중성이 있으며 (하나는 다른 하나의 한계임) 종합의 노력은, 첫 번째 변은 역학에 관계하고 두 번째 것은 광학에 관련되는 그의 첫 번째 공식에서와 같이, 그에 따르면 일정하니:
{\displaystyle mc^{2}=h\nu }

### 빛의 중성미자 이론
1934년에 시작된 이 이론은 광자가 두 개의 디랙 중성미자의 융합과 같다는 생각을 도입한다. 그것은 현재 대다수의 물리학자들에 의해 받아들여지지 않는다.

### 숨겨진 열역학
드 브로이의 최종 아이디어는 고립된 입자의 숨겨진 열역학이었다. 물리학의 가장 먼 세 가지 원리인 페르마(Fermat), 모페르튀이(Maupertuis), 카르노Carnot의 원리들을 결합하려는 시도이다.
이 작업에서 작용은 형식의 유일한 두 가지 보편적 차원을 관련시키는 방정식을 통해 일종의 엔트로피와 반대가 되니:
{\displaystyle {{\text{action}} \over h}=-{{\text{entropy}} \over k}}
그 큰 영향의 결과로, 이 이론은 불확정성 원리를 작용의 극값(extrema of action) 주변의 거리, 즉 '엔트로피의 감소'에 해당하는 거리로 되돌린다.

## 영예와 수상
- 1929 노벨 물리학상
- 1929 앙리 푸앵카레 메달
- 1932 알베르 1세 (모나코) Prize
- 1938 막스 플랑크 메달
- 1938 왕립 스웨덴 과학한림원 펠로우
- 1944 아카데미 프랑세즈 펠로우
- 1952 유네스코의 칼링가 상(Kalinga Prize)
- 1953 왕립 학회 펠로우[29]

## 출판물

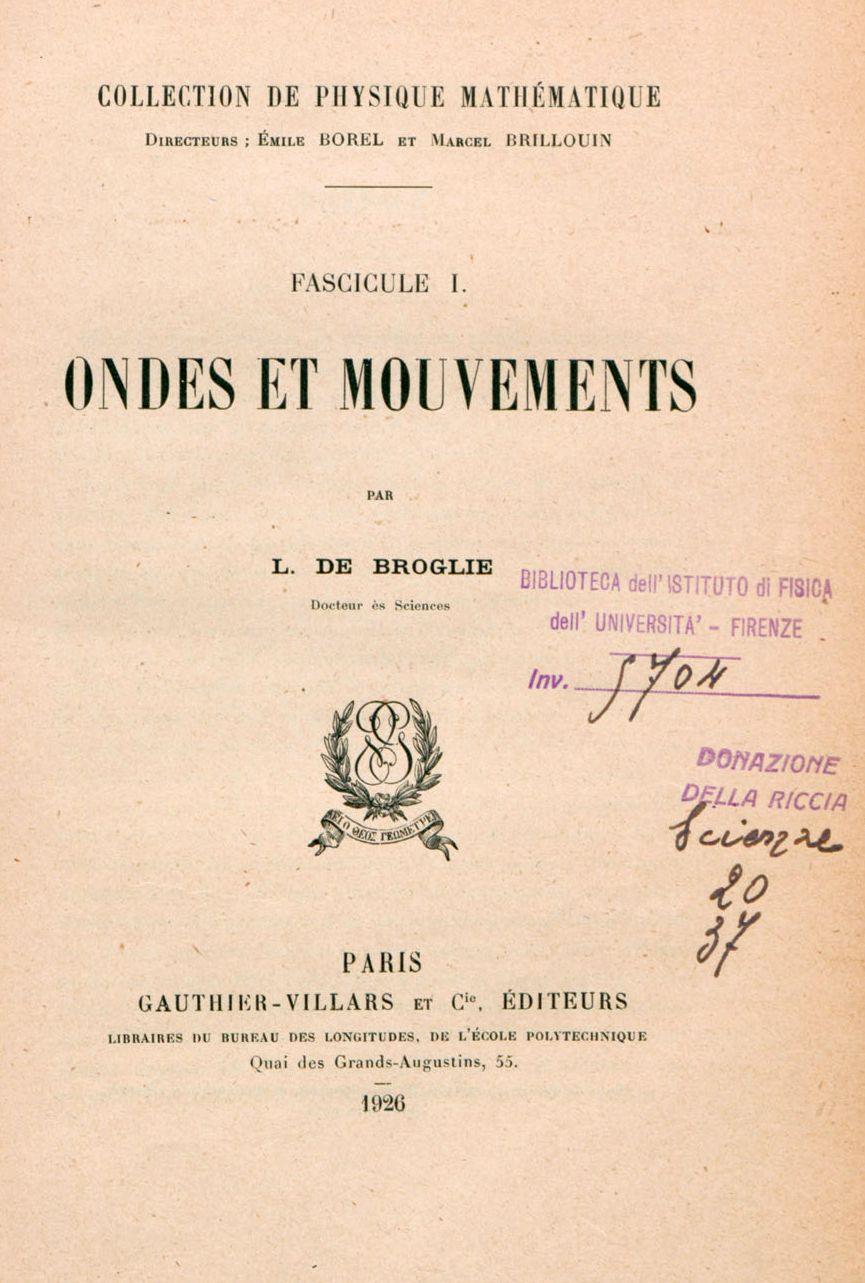
Ondes et mouvements, 1926

- Recherches sur la théorie des quanta (Researches on the quantum theory), Thesis, Paris, 1924, Ann. de Physique (10) 3, 22 (1925).
- Introduction à la physique des rayons X et gamma (Introduction to physics of X-rays and Gamma-rays), with Maurice de Broglie, Gauthier-Villars, 1928.
- Ondes et mouvements (in French). Paris: Gauthier-Villars. 1926.
- Rapport au 5ème Conseil de Physique Solvay (Report for the 5th Solvay Physics Congress), Brussels, 1927.
- Mecanique ondulatoire (in French). Paris: Gauthier-Villars. 1928.
- Recueil d'exposés sur les ondes et corpuscules (in French). Paris: Librairie scientifique Hermann et C.ie. 1930.
- Matière et lumière (Matter and Light), Paris: Albin Michel, 1937.
- La Physique nouvelle et les quanta (New Physics and Quanta), Flammarion, 1937.
- Continu et discontinu en physique moderne (Continuous and discontinuous in Modern Physics), Paris: Albin Michel, 1941.
- Ondes, corpuscules, mécanique ondulatoire (Waves, Corpuscles, Wave Mechanics), Paris: Albin Michel, 1945.
- Physique et microphysique (Physics and Microphysics), Albin Michel, 1947.
- Vie et œuvre de Paul Langevin (The life and works of Paul Langevin), French Academy of Sciences, 1947.
- Optique électronique et corpusculaire (Electronic and Corpuscular Optics), Herman, 1950.
- Savants et découvertes (Scientists and discoveries), Paris, Albin Michel, 1951.
- Une tentative d'interprétation causale et non linéaire de la mécanique ondulatoire: la théorie de la double solution. Paris: Gauthier-Villars, 1956.
  - English translation: Non-linear Wave Mechanics: A Causal Interpretation. Amsterdam: Elsevier, 1960.
- Nouvelles perspectives en microphysique (New prospects in Microphysics), Albin Michel, 1956.
- Sur les sentiers de la science (On the Paths of Science), Paris: Albin Michel, 1960.
- Introduction à la nouvelle théorie des particules de M. Jean-Pierre Vigier et de ses collaborateurs, Paris: Gauthier-Villars, 1961. Paris: Albin Michel, 1960.
  - English translation: Introduction to the Vigier Theory of elementary particles, Amsterdam: Elsevier, 1963.
- Étude critique des bases de l'interprétation actuelle de la mécanique ondulatoire, Paris: Gauthier-Villars, 1963.
  - English translation: The Current Interpretation of Wave Mechanics: A Critical Study, Amsterdam, Elsevier, 1964.
- Certitudes et incertitudes de la science (Certitudes and Incertitudes of Science). Paris: Albin Michel, 1966.
- with Louis Armand, Pierre Henri Simon and others. Albert Einstein. Paris: Hachette, 1966.
  - English translation: Einstein. Peebles Press, 1979.[30]
- Recherches d'un demi-siècle (Research of a half-century), Albin Michel, 1976.
- Les incertitudes d'Heisenberg et l'interprétation probabiliste de la mécanique ondulatoire (Heisenberg uncertainty and wave mechanics probabilistic interpretation), Gauthier-Villars, 1982.